# Sedini
Sedini là một đô thị ở tỉnh Sassari trong vùng Sardinia, có khoảng cách khoảng 180 km về phía bắc của Cagliari và cách khoảng 25 km về phía đông bắc của Sassari. Tại thời điểm ngày 31 tháng 12 năm 2004, đô thị này có dân số 1.421 người và diện tích là 41,5 km².
Đô thị Sedini có các frazione (đơn vị cấp dưới) Littigheddu.
Sedini giáp các đô thị: Bulzi, Castelsardo, Laerru, Nulvi, Santa Maria Coghinas, Tergu, Valledoria.